# Herman Verduyn
Herman Theophiel David Verduyn (Koksijde, 16 juni 1919 - Leuven, 6 juni 1986) was een Belgisch volksvertegenwoordiger.

## Levensloop
Verduyn was getrouwd met Marthe Campo en ze hadden drie kinderen. Hij werd in 1968 verkozen tot Volksunie-volksvertegenwoordiger voor het arrondissement Leuven en vervulde dit mandaat tot in 1971. Hij werd opgevolgd door Willy Kuypers.
Hij was gepromoveerd tot doctor in de geneeskunde aan de Katholieke Universiteit Leuven en werd gewoon hoogleraar aan zijn universiteit, tot aan het emeritaat in 1984. Vanaf 1952 begon hij, als eerste aan zijn universiteit urologie te doceren. Dit werd vanaf 1962 een afzonderlijke discipline.